# Bøfsandwich
Bøfsandwich er to stykker burgerbolle med en hakkebøf imellem: en slags variant af en burger. Men hvor grøntsagerne (tomat, agurk, salat mv) i en burger spises rå, er grøntsagerne i en bøfsandwich først forarbejdet f.eks. ved at de er syltet, fermenteret eller stegt.  
En bøfsandwich serveres typisk med ketchup, ristede løg, rå løg og bløde løg. Hertil kommer agurkesalat (syltede agurker), syltet rødløg og remoulade. Der findes andre regionale varianter, f.eks. i Østjylland, Sønderjylland og Nordjylland, hvor den tilberedes med brun sovs, syltede rødbeder og syltede asier.
Bøfsandwich sælges i Danmark i pølsevogne og mere traditionelle fastfoodsteder. I 1949 kom bøfsandwichen til Danmark. Det skete på Dyrehavsbakken nord for København med etableringen af Oscars Bøf Bar. Den 5. maj 2019 er det 70 år siden, den første bøfsandwich blev langet over disken på Bakken og i Danmark.